# Col d'Usui
Le col d'Usui (碓氷峠, Usui-tōge) est un col de montagne situé entre les préfectures de Nagano et Gunma au Japon. Il sert comme l'une des principales voies de transport dans le centre du Japon depuis au moins le VIIIe siècle.

## Géographie
Le col est situé au sud-est du mont Asama.

## Histoire
Le col sur l'ancienne région du Tōsandō est décrit dès le VIIIe siècle dans le Nihon shoki tandis que Yamato Takeru l'emprunte lors de son voyage dans l'est du Japon. Plus tard, le Nakasendō, l'une des cinq routes de l'époque d'Edo entretenues par le shogunat Tokugawa (et l'une des deux qui relie Edo, aujourd'hui Tokyo, à Kyoto), suit la route par le col.

## Transport

### Route
La moderne route nationale 18 qui traverse le col sert de lien majeur entre la populaire destination touristique de Karuizawa et la plaine de Kantō (dont Tokyo). Une rocade et une autoroute rendent maintenant le voyage plus rapide et plus sûr.

### Chemin de fer
La ligne principale Shin'etsu passait par le col de 1893 à 1997. La portion du col longue de 11,2 km, entre la gare de Yokokawa du côté Gunma et la gare de Karuizawa du côté Nagano, était équipée avec un système de crémaillère (système Abt) entre 1893 et 1963. En 1963, la ligne fut reconstruite sans crémaillère. De nouvelles locomotives de la classe EF63 (en) étaient utilisées en appoint pour aider les rames à la montée et à la descente d'une pente d'un coefficient de 66,7 ‰ par km. En 1997, la portion est fermée en raison de l'ouverture de la nouvelle ligne Shinkansen Nagano (actuelle ligne Shinkansen Hokuriku) qui contourne le col par un long tunnel. Le musée Usuitouge Railway Heritage Park se trouve à présent sur le site de l'ancien dépôt de locomotives à Yokokawa.
La ligne antérieure à 1963 est représentée dans les épisodes 8 et 9 de Rail Wars! où les personnages l'empruntent avec une draisine.

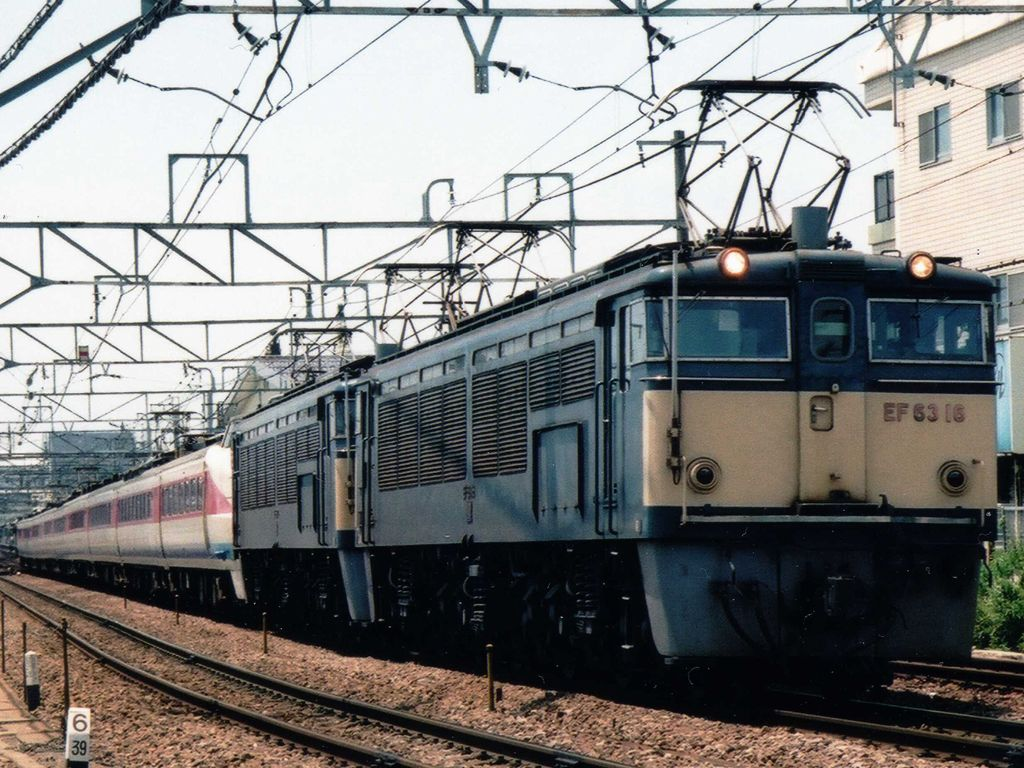
Locomotives d'appoint tirant une rame automotrice série 489 en 1997.
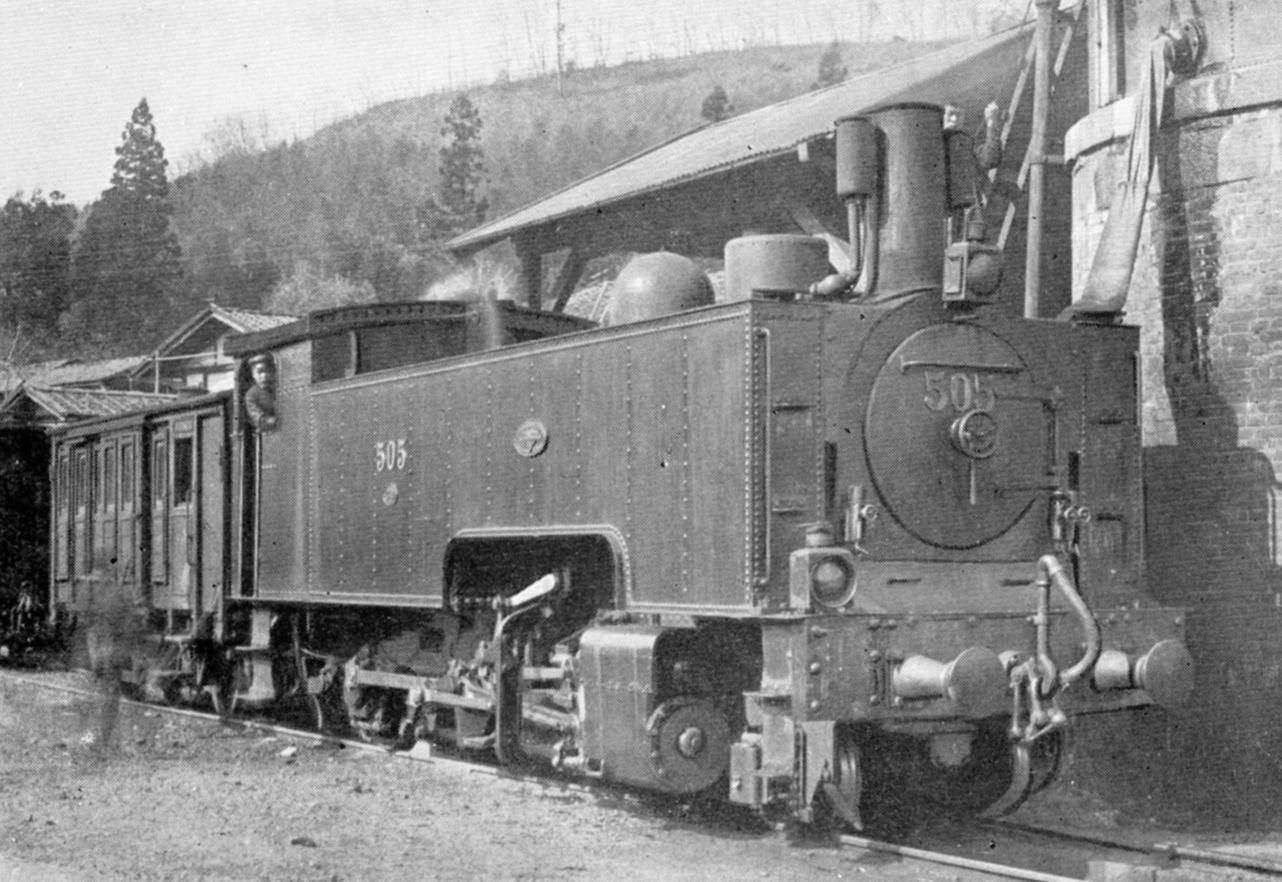
Locomotive à vapeur de classe 3920 pour le système Abt (chemin de fer à crémaillère), fabriquée par Beyer-Peacock and Company en 1895.